# Áron Szilágyi (fäktare)
Áron Szilágyi, född 14 januari 1990 i Budapest, är en ungersk fäktare.
Szilágyi tog OS-guld i herrarnas sabel i samband med de olympiska fäktningstävlingarna 2012 i London. Han tog även guld i sabel vid olympiska sommarspelen 2016 i Rio de Janeiro.